# Schefflera paruana
Schefflera paruana är en araliaväxtart som beskrevs av David Gamman Frodin. Schefflera paruana ingår i släktet Schefflera och familjen araliaväxter. Inga underarter finns listade.